# Grant Warnock
Grant Ashley Warnock (* 1971 in London Borough of Merton) ist ein britischer Filmschauspieler.

## Leben
Grant Warnock wurde in jungen Jahren als Kinderdarsteller tätig. So spielte er 1981 den jungen „Rupert Fitzcharles“ in der Miniserie Blood Money. Im Drama Waterland spielt er 1992 den jungen „Tom“. Er beendete Ende der 1990er Jahre seine schauspielerischen Aktivitäten.

## Filmografie
- 1979: BBC2 Playhouse (Fernsehserie, eine Folge)
- 1981: Blood Money (Miniserie, 6 Folgen)
- 1981: Stig of the Dump (Miniserie, 10 Folgen)
- 1982: Die Profis (The Professionals, Fernsehserie, eine Folge)
- 1983: Princess Daisy (TV-Zweiteiler)
- 1985: Drummonds (Fernsehserie, eine Folge)
- 1992: Waterland
- 1996: Cambridge Fieber (Eskimo Day)
- 1997: Among the Dead (Kurzfilm)